# Idiocera brookmani
Idiocera brookmani är en tvåvingeart som först beskrevs av Alexander 1944.  Idiocera brookmani ingår i släktet Idiocera och familjen småharkrankar. Inga underarter finns listade i Catalogue of Life.